# Pokolj u Tovarniku 22. rujna 1991.
Pokolj u Tovarniku bio je ratni zločin koji su počinile velikosrpske postrojbe za vrijeme Domovinskog rata 22. rujna 1991. u selu Tovarniku u Srijemu. Zločin su počinile JNA, domaći i srbijanski četnici. 
Tovarnik je rujna i listopada 1991. bio mjestom ubijanja, strašnih mučenja i progona srijemskih Hrvata. 
Na dan 22. rujna JNA, domaći i srbijanski četnici ubili su 68 mještana. Među ubijenima je i župnik Ivan Burik. Nesrpsko stanovništvo su protjerali. Oštetili su više od 75% kuća i gospodarskih zgrada.
Do danas još nitko nije odgovarao za ovaj masovni ratni zločin. 

## Povijest
Još u drugom svjetskom ratu dogodio se slični događaj. Etnička mržnja prema katolicima postojala je i onda, a kako se pokazalo 1991., nije se nikad ni ugasila. Masovni pokolj zbio se 8. prosinca 1944. godine. Podatci o broju žrtava su nepotpuni. Partizani čije je partizanstvo vrlo upitno (vjerojatno konvertirani četnici, orjunaši i indoktrinirani Hrvati) ubili su 51 Tovarničana, uglavnom Hrvate i Nijemce. Ubijeni su nožem, letvama i bacanjem sa zvonika pravoslavne crkve, a popis za likvidaciju navodno su napravili domaći tovarnički Srbi. 

## Tijek događaja
Tenkovske kolone JNA koju su vodile velikosrpski orijentirane snage, a popunjene uglavnom indoktriniranim dobrovoljcima i ročnicima, kretale su se iz Beograda i Novog Sada prema Vukovaru. Stotine oklopnih vozila vozile su prema hrvatskom selima u Srijemu Tovarniku, Ilači, Bogdanovcima i drugima.
Tako se i hrvatsko pogranično selo u Srijemu Tovarnik našao se na putu velikosrpskim osvajačima. Vrlo slabo naoružani hrvatski branitelji dugo su dana nadljudskim naporima pružali otpor velikosrpskim snagama koje indoktrinirane propagandom u srbijanskim medijima uopće nisu očekivale da će naići na prepreku t.j. da će se Hrvati opirati. 
Žestoki otpor hrvatski snaga uvelike je načeo borbeni moral srbijanske vojske, tako da su se osvajačke snage suočile s činjenicom da ne će biti ništa od olakog zauzimanja hrvatskih krajeva, a još manje da će ih dočekati kao osloboditelje. Indoktrinacija u medijima i u vojsci i početni zanos praćen bacanjem cvijeća i oduševljenih Srbijanaca koji su ih klicanjem pozdravljali dok su išli u pohod nas Hrvatsku, nestao je kad su naišli na otpor kod prvih hrvatskih sela. Srpske su snage koje su uspjele doći do Vukovara, premda neusporedivo bolje i više naoružane, ozbiljno su demoralizirane dolazile do Vukovara, gdje ih je tek dočekao još žilaviji otpor. 
Kad su velikosrpske snage uspjele osvojiti Tovarnik, uslijedila je osveta zbog slomljena ponosa pogonjena etničkom mržnjom prema Hrvatima. Moćna vojska izgubila je borbeni moral kod prvog nenaoružanog hrvatskog sela, pred neprofesionalnim vojnicima.
Dana 22. rujna 1991. su ubili i masakrirali 68 Hrvata, a u danima koji su slijedili i mnogo više. Ubijen je i župnik Ivan Burik. Preostali Hrvati u Tovarniku koji nisu ubijeni, uglavnom starci i žene, morali su nositi bijele trake kao znak da su hrvatske nacionalnosti. Istim su znakom obilježene i njihove kuće.
Ubijanja, premlaćivanja do smrti, izgladnjivanja, svakovrsna tjelesna i psihička mučenja svakodnevno su se odvijala u kući-logoru pok. dr. Đorđa Cvejića. Krajem 1991. kroz tu je kuću-logor prošlo najmanje 300 hrvatskih branitelja i civila, uglavnom iz Tovarnika i okolnih mjesta. Osobe koje nisu ubijene ondje, mučene su, potom odvođene, ubijene i bačene u masovnu grobnicu.
Srpske su osvajačke snage protjerale više od 95 posto od 2.500 Hrvata, koliko ih je prije rata bilo u Tovarniku te srušile ili oštetile više od 70 posto mjesnih kuća i gospodarskih zgrada. 